# Olympische Winterspiele 2014/Teilnehmer (Peru)
| Gelbes Symbol für Goldmedaillen mit stilisierten Olympischen Ringen | Graues Symbol für Silbermedaillen mit stilisierten Olympischen Ringen | Braundes Symbol für Bronzemedaillen mit stilisierten Olympischen Ringen |
| ------------------------------------------------------------------- | --------------------------------------------------------------------- | ----------------------------------------------------------------------- |
| —                                                                   | —                                                                     | —                                                                       |

Peru nahm an den Olympischen Winterspielen 2014 in Sotschi mit zwei Sportlern im Ski Alpin, den Geschwistern Ornella Oettl Reyes und Manfred Oettl Reyes sowie einem Sportler im Skilanglauf, Roberto Carcelén, teil. Nach 2010 war es die zweite Teilnahme von Peru an Olympischen Winterspielen.

## Sportarten

### Ski Alpin
| Frauen - Ornella Oettl Reyes Riesenslalom: 58. Platz | Männer - Manfred Oettl Reyes Riesenslalom: 58. Platz |

### Skilanglauf
| Männer - Roberto Carcelén 15 km klassisch: 87. Platz |